# Masashi Abe
Masashi Abe (* 13. August 1965 in Obira, Präfektur Hokkaidō) ist ein ehemaliger japanischer Nordischer Kombinierer. Er nahm 1994 für Japan an den Olympischen Winterspielen teil.

## Werdegang
Bei den japanischen Meisterschaften 1986 in Asahikawa gewann Abe vor Toshiaki Maruyama seinen ersten Meistertitel. Am 27. Februar 1987 debütierte er für Japan im Weltcup der Nordischen Kombination. Beim Weltcup in Lathi belegte er in seinem ersten Rennen den siebten Platz. Die Saison beendete er mit insgesamt 19 Punkten auf dem 20. Platz.
Am 12. Januar 1991 lief er zum ersten Mal unter die besten fünf. Beim Weltcup in Bad Goisern verpasste er mit dem vierten Platz hinter Klaus Sulzenbacher, Hippolyt Kempf und Fred Børre Lundberg nur knapp das Podium. 1991 nahm er erstmals an Nordischen Skiweltmeisterschaften teil. Beim Team-Wettbewerb der Nordischen Skiweltmeisterschaften 1991 belegte er gemeinsam mit Reiichi Mikata und Kazuoko Kodama den dritten Platz hinter Österreich und Frankreich. Seinen ersten Podestplatz belegte er am 23. März 1991 in St. Moritz. Hinter Klaus Sulzenbacher und vor Trond Einar Elden sprang und lief er auf den zweiten Platz. Die Saison beendete er im Gesamtweltcup auf dem siebten Platz mit insgesamt 54 Punkten.
Die Saison 1992/93 war seine erfolgreichste Saison. Am 19. Dezember 1992 konnte er mit dem dritten Platz beim Weltcup in St. Moritz erneut einen Podestplatz belegen. Am 8. Januar 1993 belegte er hinter dem Norweger Fred Børre Lundberg und vor seinem Landsmann Kenji Ogiwara den dritten Platz. Er durfte bei den Nordischen Skiweltmeisterschaften 1993 in der schwedischen Stadt Falun an den Start gehen. Nachdem er im Einzelwettbewerb mit dem sechsten Platz seine erste Einzelmedaille verpasst hatte, konnte er gemeinsam mit Takanori Kōno und Kenji Ogiwara zum ersten Mal für Japan den Team-Wettbewerb bei Nordischen Skiweltmeisterschaften gewinnen. Nach den Skiweltmeisterschaften folgte beim Weltcup in Lahti mit dem dritten Platz sein letzter Podestplatz. Am Ende der Saison belegte er mit insgesamt 94 Punkten den vierten Platz im Gesamtweltcup.
Er qualifizierte sich für die Olympischen Winterspiele 1994 im norwegischen Lillehammer und wurde vom Japanischen Olympischen Komitee für die Olympischen Spiele nominiert. Nachdem er im Einzel den zehnten Platz belegt hatte, wurde er gemeinsam mit Takanori Kōno und Kenji Ogiwara Olympiasieger im Team-Wettbewerb vor Norwegen und der Schweiz. Damit konnte Japan als erste Nation ihren Olympiasieg in der Mannschaft verteidigen.
Nachdem Japan seit 1992 alle wichtigen Team-Wettbewerbe gewinnen konnte, waren sie auch bei den Nordischen Skiweltmeisterschaften 1995 im kanadischen Thunder Bay der Topfavorit. Diesmal bestand das Team aber nicht nur aus drei Athleten, sondern aus vier Athleten. Trotzdem konnte er sich gemeinsam mit Tsugiharu Ogiwara, Kenji Ogiwara, Takanori Kōno erneut den Weltmeistertitel sichern.